# Lucas d'Heere
Lucas d'Heere (Gent, 1534 – onbekend, 29 augustus 1584) was een Vlaamse schilder, dichter en schrijver. Ook maakte hij kartons voor wandtapijten. Hoewel latere literaire critici zijn literaire werk een beperkte waarde toedichten, was hij in zijn tijd een bekend en populair kunstenaar en intellectueel die graag gezien werd in de adellijke kringen.
D'Heere werd geboren in een familie met een lange traditie van schilders en beeldhouwers. Omdat de Concessio Carolina van 1540 een einde maakte aan de macht van de Gentse gilden en de kunstbedrijvigheid in de stad deed stagneren, werd D'Heere door zijn vader naar Antwerpen gestuurd om daar een opleiding tot schilder te volgen bij Frans Floris. Het is mogelijk dat hij in huis bij Frans Floris kennismaakte met de adel in Antwerpen en leerde hoe hij zich in de hogere kringen diende te bewegen. Waarschijnlijk keerde hij aan het begin van 1556 naar zijn geboortestad terug. In 1559 - 1560 reisde hij af naar Frankrijk, waar hij onder meer kartons voor wandtapijten tekende in dienst van Catharina de'Medici.
In de jaren die volgden verwierf hij populariteit in Gent als schilder en dichter, met Adolf van Bourgondië als zijn mecenas. Hij trouwde met Eleonora, dochter van Pieter Carbonier, die burgemeester en rentmeester was van de Zeeuwse stad Veere. In zijn atelier begon D'Heere (in weerwil van het gilde) een schildersschool. Zowel in zijn atelier in Gent, alsook in ballingschap in Engeland had hij leerlingen, waaronder Carel van Mander, Lieven van der Schelden en waarschijnlijk ook Marcus Gerards de Jonge.
De komst van de Hertog van Alva naar de Nederlanden was voor de protestantse Lucas d'Heere reden in 1568 naar Engeland te vluchten. Dat dit geen onterecht besluit was bleek wel uit de dagvaarding die op 5 februari van dat jaar tegen hem werd uitgevaardigd, gevolgd door een officiële verbanning op 27 november van dat jaar.
In Engeland bewoog D'Heere zich onverminderd in belangrijke kringen en ontving hij opdrachten van onder meer sir Francis Walsingham. Hij werd aangesteld als ouderling van de Nederlandse gereformeerde gemeente te Londen, de congregatie rond de Austin Friars-kerk, en wekte door zijn vooraanstaande contacten de interesse van Willem van Oranje.
Na de Pacificatie van Gent keerde hij vrijwel direct naar zijn geboortestad terug. Hoewel hij zich waarschijnlijk nooit veel met de stedelijke politiek heeft bemoeid, vervulde hij wel de functie van "Rekenmeestere; auditeur van der rekencamere" voor de stad Gent. Ook bereidde hij de komst van de hertog van Anjou voor, die graaf van Vlaanderen zou worden. In deze periode vervaardigde hij ook verschillende fresco's voor Willem van Oranje.
Gedurende zijn leven schreef Lucas d'Heere verschillende historisch relevante beschrijvingen, onder meer van zijn verblijf in Engeland en van de feestelijke intrede van de hertog van Anjou.

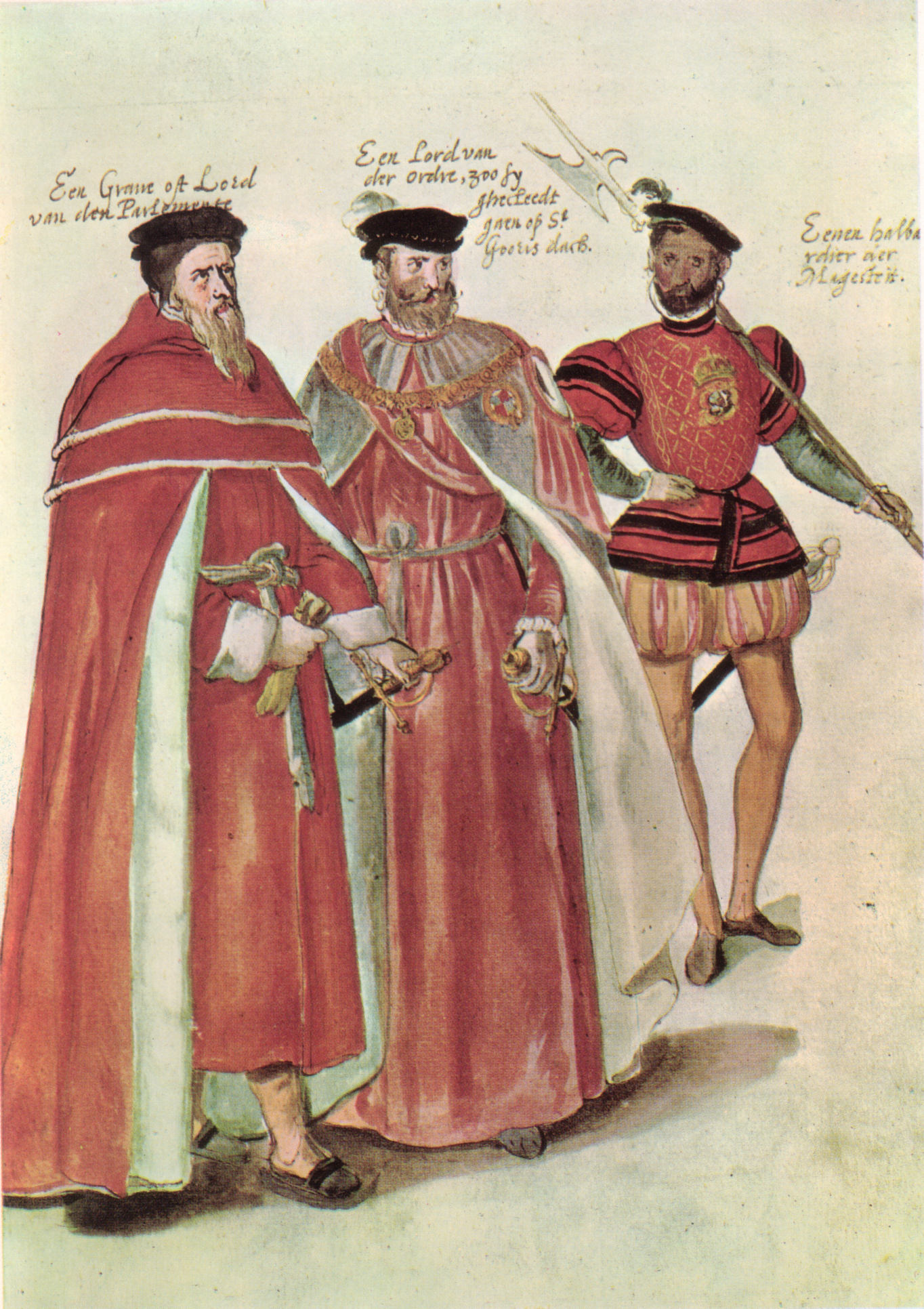
Schilderij van Lucas de Heere uit 1567
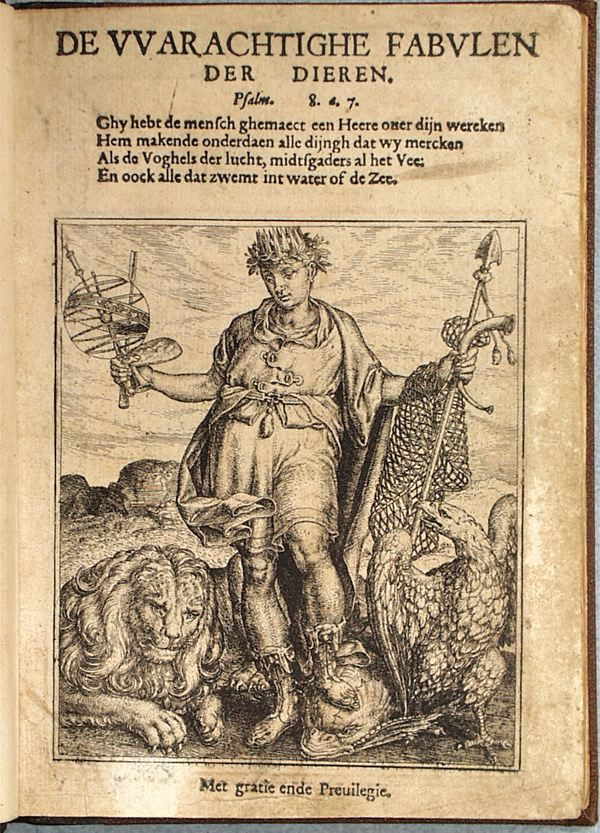
De VVarachtighe Fabvlen der Dieren, emblemata-bundel met fabelen van Edewaerd De Dene, met een voorwoord van Lucas d'Heere en met prenten geïllustreerd door Marcus Gerards, 1567. Bewaard door Openbare Bibliotheek Brugge. In het voorwoord van deze bundel zou hij de  alexandrijnse versvorm in de Nederlandse taal hebben geïntroduceerd.
Zicht op de stad Gent, de toestand voor 1540 weergevend, gemaakt voor de Proost van Sint-Baafs Viglius ab Aytta in 1564.Gemaakt voor 60 fl. door Lucas d'Heere; hersteld in 1677 door J.B. Herqueau. Zicht genomen van een plaats tussen de Dendermondse en de Antwerpse Poort.[2]
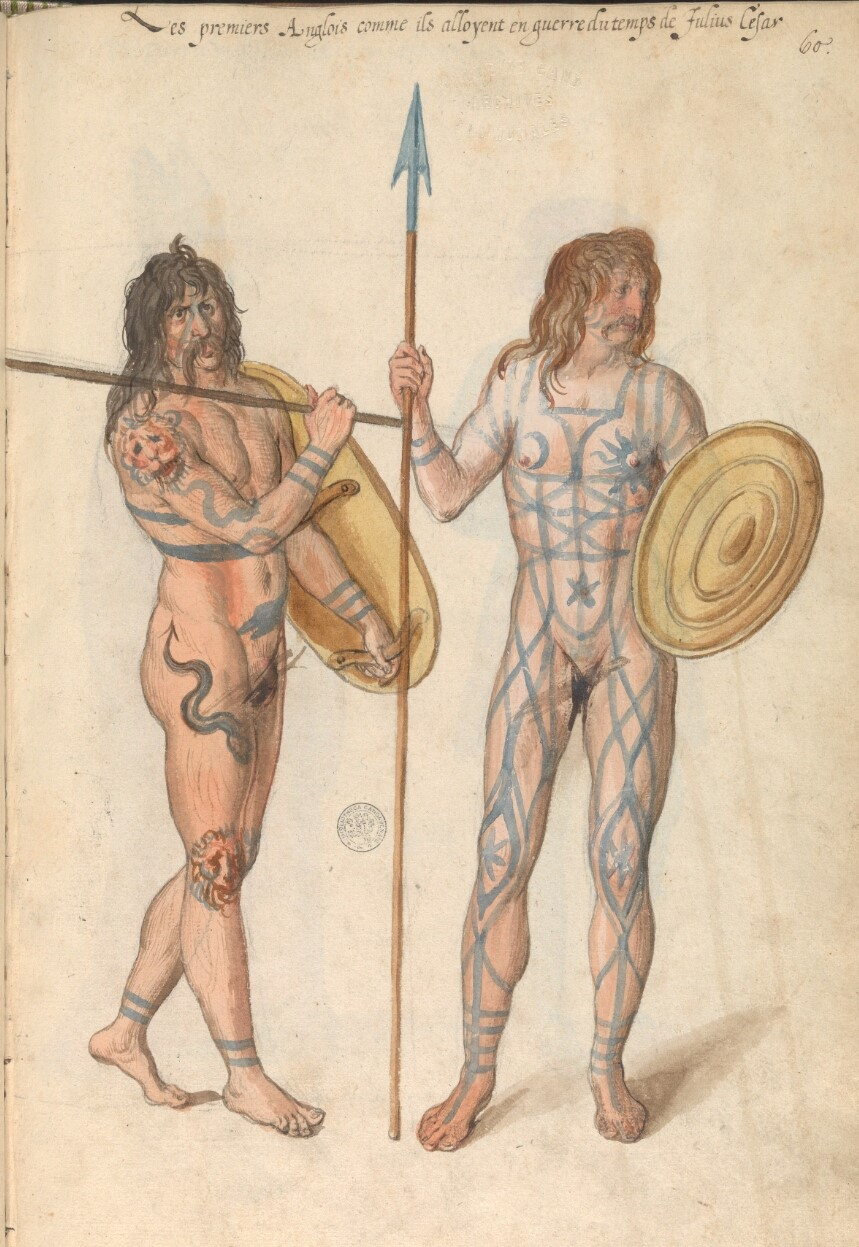
Fragment uit het kostuumboek gemaakt door Lucas d'Heere in de 2e helft van de 16e eeuw. Deze miniatuur toont de 16e-eeuwse perceptie van de eerste "Engelsmannen" ten tijde van de oorlog tegen Julius Caesar. Bewaard in de Universiteitsbibliotheek Gent.

## Publicaties
Tijdens zijn ballingschap ontwikkelde d'Heere een ongebreidelde interesse voor etnografie, geschiedenis en aardrijkskunde, hetgeen uiting vond in werken als de Corte beschryvinghe van Engheland Schotland ende Irland, de Corte beschryvinghe van D'engelandsche geschiedenissen of het Theatre de tous les peuples et nations de la terre (cf. publicaties). Dat laatste werk kan getypeerd worden als een kostuumboek. Zo'n kostuumboek in handschriftelijke vorm is zeer zeldzaam. Het kostuumboek bezit een bijzondere waarde voor het collectieve geheugen daar het een unieke getuigenis levert over de (perceptie van) historische en eigentijdse klederdrachten in de 16e eeuw. Tevens werden ze dikwijls als modelboeken gebruikt, zodanig dat ze een belangrijke kunsthistorische bron vormen. In dit opzicht heeft het kostuumboek tevens een ijkwaarde, daar onderlinge beïnvloedingen tussen kunstenaars gedetecteerd kunnen worden. Het handschrift bezit een bijzondere artistieke waarde. Het bestaat namelijk uit 98 schilderijtjes (op miniatuurformaat) van de verdienstelijke schilder, van wie de meeste werken in de loop der eeuwen verloren gingen. Het belangrijke kostuumboek wordt bewaard in de Universiteitsbibliotheek van Gent. Enkele andere werken van Lucas d'Heere zijn de volgende:
- Beschrijvinghe van het ghene dat vertoocht wierdt ter incomste van dExcellentie des princen van Orangien binnen der stede van Ghendt [...], S.l.: s.n., 1578. Google Books
- Pasquillus testament, ten zijn fablen noch droomen, deur den paus toegelaten ende ghedruct in Roomen, aen u Nederlants volck, ghesonden voor memorie, u over de Spaengiaerts wenschende eewige victorie, S.l.: s.n., 1579. Google Books
- Den hof ende boomgaert der poësien, Haarlem: David Wachtendonck, 1614. Google Books